# Loïc Geiler
Loïc Geiler est un joueur et entraîneur français de volley-ball né le 14 avril 1984 à Charenton-le-Pont (Val-de-Marne). Il mesure 2,02 m et joue réceptionneur-attaquant. Il totalise 40 sélections en équipe de France. Il est le fils de Brigitte Boulay et de Christophe Geiler ex-internationaux de volley-ball et le frère aîné de Baptiste Geiler.

## Clubs

### Joueur
| Club           | De        | À         |
| -------------- | --------- | --------- |
| CNVB           | 2001-2002 | 2002-2003 |
| Montpellier UC | 2003-2004 | 2007-2008 |
| AS Cannes      | 2008-2009 | 2009-2010 |
| Tours VB       | 2010-2011 | 2010-2011 |
| AMSL Fréjus    | 2011-2012 | 2013-2014 |

### Entraîneur
| Club                     | De   | À        |
| ------------------------ | ---- | -------- |
| AMSL Fréjus (Entraîneur) | 2013 | en cours |
| Estonie (Assistant)      | 2020 | en cours |

## Palmarès (en tant que joueur)

### En club
- Championnat de France
  - Finaliste : 2010, 2011.
  - Champion N2 : 2014.
- Coupe de France (1)
  - Vainqueur : 2011.
  - Finaliste : 2008.

### Distinctions individuelles
Néant

## Palmarès (en tant qu'entraîneur)
Champion de France N2 (2014)